# Philippe de Villiers
Philippe le Jolis de Villiers de Saintignon (* 25. března 1949 Boulogne, Vendée) je francouzský konzervativní politik, předseda Mouvement pour la France.

## Politická kariéra
V roce 1981 rezignoval na svůj lokální úřad, protože nechtěl pracovat pod levicovou vládou François Mitterranda. Původně byl členem Union pour la démocratie française, v letech 1986 až 1987 dokonce působil v Chiracově vládě, ale v roce 1994 založil konzervativnější Mouvement pour la France.
Jeho strana nedosáhla výraznějších politických úspěchů, ale de Villiers byl za ni opakovaně zvolen poslancem Evropského parlamentu, naposledy v roce 2004.
V roce 1995 kandidoval na post prezidenta Francie a v prvním kole obdržel 4,74% hlasů. Ve volbách roce 2007 hodlá opět kandidovat.
Philippe de Villiers je konzervativcem, tradicionalistou, euroskeptikem a odpůrcem ústavy Evropské unie, proti níž vedl před referendem o jejím přijetí kampaň z konzervativních pozic.